# Limes Africanus
Le Limes Africanus ou Fossatum Africae est un ensemble de systèmes défensifs de l'Afrique romaine étendus sur plus de 750 km construits pour défendre et contrôler les frontières méridionales de l'Empire romain en Afrique du Nord. Il est considéré comme faisant partie du plus grand système frontalier de l’Afrique romaine.
On considère qu'il présente de nombreuses similitudes avec le mur d'Hadrien, l'une des frontières nord de l'Empire romain en Grande-Bretagne.

## Histoire
La Fossa regia fut la première ligne frontalière construite en Afrique romaine, utilisée initialement pour séparer le royaume berbère de Numidie du territoire de Carthage conquis par les Romains au IIe siècle av. J.-C., mais elle est considérée comme indépendante du territoire du Fossatum Africae.
Il n'y a qu'une seule mention du limes dans des écrits antérieurement au XXe siècle. Elle se situe dans une lettre écrite par les co-empereurs Honorius et Théodose II à Gaudentius, vicarius Africae, en 409, et conservée dans le Codex Theodosianus. Notant que le fossatum avait été établi par les « anciens », les empereurs avertirent les citoyens romains d'Afrique que s'ils n'entretenaient pas le limes et le fossatum, le travail (avec les droits fonciers associés et d'autres avantages) serait confié à des tribus barbares clientes.
Par conséquent, on ne sait pas avec certitude quand le Fossatum a été construit. Bien sûr, une structure de cette taille serait l'œuvre de plusieurs siècles, et les fouilles archéologiques des nombreux forts et villes le long de son parcours ont donné de nombreuses dates depuis le règne d'Hadrien au IIe siècle jusqu'à Constantin au IVe siècle. L'opinion actuelle n'a pas progressé depuis la formulation de l'hypothèse de Jean Baradez en 1949, qui concluait que la construction de ces fortifications avait probablement commencé après la première visite d'Hadrien en Afrique en 122, et avant ou après sa deuxième visite en 128. Cette conclusion est basée sur les similitudes avec le mur d'Hadrien en Grande-Bretagne et sur ce que l'on sait de la préoccupation d'Hadrien de protéger l'Empire romain. Baradez a également postulé une impulsion de construction sous le règne de Gordien III au IIIe siècle, et finalement l'abandon du Fossatum vers 430-440 après l'invasion et la prise de Carthage par les Vandales.
Ayant été construit dans une région aride soumise à des vents violents et à des tempêtes de sable, le limes s'est rapidement érodé et il n'en reste que des traces. Au Moyen Âge, les nomades arabes des Banu Hilal occupaient une grande partie de la région et remarquèrent au sud-ouest de Biskra un fossé qu'ils appelèrent saqiya (canal d'irrigation) et l'attribuèrent à une légendaire reine arabe Bint al-Khass (ou al-Krass)., qui était censé l'avoir construit pour approvisionner en eau les pèlerins de La Mecque. Ailleurs, les restes d'un mur associé au Fossatum ont été attribués à al-Fara'un (un pharaon).
Les historiens et les archéologues du XIXe siècle ont continué à croire qu'il s'agissait d'un canal d'irrigation, jusqu'à ce qu'au début du XXe siècle, Stéphane Gsell l'identifie correctement avec le fossatum présenté dans le Codex Theodosianus.
Cependant, l'étendue totale du limes n'a été connue qu'après la Seconde Guerre mondiale, lorsque le colonel Jean Baradez a utilisé la photographie aérienne pour localiser les sites archéologiques. Il a poursuivi les travaux aériens par des traversées du désert et des fouilles sur de nombreux sites le long de son parcours. Le livre qui en résulte, avec de nombreuses photographies aériennes et du terrain, reste l'ouvrage de référence standard.
Les idées sur le but du Fossatum ont évolué depuis l'époque de Baradez. Dans le contexte de la fin de la Seconde Guerre mondiale, et puisque Baradez était un officier, l'aspect militaire des fossés du limes a été souligné. De nos jours, l'utilisation de ces fortifications comme système de contrôle douanier et migratoire a été mise en avant, suggérée par les inscriptions de Zaraï donnant de longues listes de produits et de tarifs.

## Construction
Le Fossatum tel que proposé par Jean Baradez se composait d'au moins quatre segments :
- Un tronçon à Hodna ou Boutaleb : commence près de la ville moderne d'Ain Oulmene sur le versant nord-est des monts Hodna, se dirige vers le sud en suivant les contreforts puis vers l'est en direction de Zaraï, puis double vers l'ouest pour enfermer l'extrémité orientale des monts Hodna, debout entre eux et les colonies romaines de Cellas et Macri. La longueur de ce segment est d'environ 100 km. Elle sillonne probablement la frontière entre la Numidie et la Maurétanie sétifienne.
- Un tronçon à Tobna : commence près de Tubunae (Tobna actuelle), se dirige vers le sud-sud-est jusqu'à la gorge où l'Oued Ksour émerge des monts Awras (au sud de la ville moderne d'al-Kantara), au sud jusqu'à la ville romaine de Mesarfelta, puis une courte section à l'ouest pour enfermer une branche nord-est des montagnes Zab. La longueur de cette section est d'environ 50 km. Le fossatum est associé à la circonscription frontalière administrative romaine connue sous le nom de limes Tubunensis, mais comme il s'étend jusqu'à 60 km loin de la frontière connue, il ne peut être affirmé qu'il marque réellement le limes[11].
- Un tronçon à Gemellae : parcoure environ 60 km au sud du Wad Jadi, au sud et au sud-ouest de la ville romaine de Vescera (Biskra actuelle) ; un important établissement militaire romain (Gemellae) se trouve au centre. Le fossatum est proche, mais légèrement au nord, de la frontière du district administratif romain connu sous le nom de limes Gemellensis. Elle marque la fin de la zone irrigable (avec le Wad Jadi comme source) et le début du désert du Sahara.
- Un tronçon à Ad Majores : commence à Ad Majores (Besseriani moderne) et s'étend vers l'est sur environ 70 km, suivant une chaîne de collines et atteignant presque le village moderne de Matlawi. Le fossatum est associé à la circonscription administrative romaine frontalière connue sous le nom de limes Montensis, mais comme il est à plus de 60 km de la frontière connue, il ne peut être déclaré qu'il marque réellement le limes[12]. Cependant, des recherches plus récentes ont démontrées que le « fossatum » est probablement une voie romaine et non un fossé[13].

Il pourrait également y avoir un autre segment au nord de Tobna.
Généralement, le Fossatum est constitué d'un fossé et de remblais de terre de chaque côté utilisant les matériaux du fossé. Parfois les remblais sont complétés par des murs en pierres sèches sur un ou deux côtés ; rarement, il y a des murs en pierre sans fossé. La largeur du Fossatum est généralement de 3 à 6 m mais dans des cas exceptionnels peut atteindre 20 m. Dans la mesure du possible, son mur le plus haut est construit sur la contrescarpe. Les fouilles près de Gemellae ont montré que la profondeur y était environ 2-3 m, d'une largeur de 1 m en bas s'élargissant à 2-3 m en haut.
Le Fossatum est accompagné de nombreuses petites tours de guet et de nombreux forts, souvent construits en vue les uns des autres.
Il existe des fossata similaires, mais plus courtes, dans d'autres régions d'Afrique du Nord. Entre les chaînes de Matmata et Tabaga, dans la Tunisie actuelle, se trouve un fossatum qui a été reproduit pendant la Seconde Guerre mondiale. Il semble également y avoir un fossatum long de 20 km à Bou Regreg, au Maroc, bien que cela n'entre pas dans le cadre de la proclamation du Codex Theodosianus car à cette époque la province n'était pas en Afrique, administrativement parlant.